# Sunday Bada
Sunday Bada (22. června 1969 – 12. prosince 2011) byl nigerijský atlet, sprinter, halový mistr světa v běhu na 400 metrů.
V roce 1993 vybojoval stříbrnou medaili v běhu na 400 metrů na světovém halovém šampionátu v Torontu, v létě na mistrovství světa pod širým nebem obsadil v této disciplíně páté místo. Další stříbrnou medaili za druhé místo v běhu na 400 metrů vybojoval v roce 1995 na mistrovství světa v hale. Halovým mistrem světa v této disciplíně se stal v Paříži v roce 1997. Největšího úspěchu dosáhl na olympiádě v Sydney v roce 2000 – byl členem vítězné štafety na 4 × 400 metrů.